# 前波站 (石川縣)
前波站（日语：／ Maenami eki */?）是位於石川縣鳳珠郡穴水町沖波，能登鐵道的能登線車站（廢站）。
在國鐵時代，此站與立戶之濱站（後來改名為沖波站）都是只於夏天營業。而周邊居民一般只會使用前波站。

## 歷史
- 1959年（昭和34年）6月15日 - 日本國有鐵道（國鐵）能登線穴水至鵜川之間開通[1][2][3]，車站啟用。
- 1987年（昭和62年）4月1日 - 伴隨國鐵分割民營化，車站由西日本旅客鐵道（JR西日本）營運。
- 1988年（昭和63年）3月25日 - 能登線由能登鐵道繼承[1][2][3]。
- 2005年（平成17年）4月1日 - 能登線廢除，此站也被廢除[1][2]。

## 車站構造
截至車站廢除前，車站是一座地面車站，設有1面1線的單式月台。此站沒有車站大樓，只有待車室。此站是無人車站。

## 車站周邊
- 住宅型收費老人院 能登清水之里·穴水（舊・穴水町立諸橋小學，2008年與向洋小學合併）
- 穴水町立諸橋保育所
- 諸橋郵局

## 相鄰車站
能登鐵道
能登線
沖波－前波－古君

## 注腳
1. 1 2 3   (PDF). 能登町広報情報推進課. 2017-04-01  [2021-02-23] （日语）.
2. 1 2 3  寺田裕一（日语：寺田裕一）. . Neko出版. 2010-12-29: 9. ISBN 978-47770-1091-2 （日语）.
3. 1 2  . 中日新聞Web. 2020-12-05  [2021-02-23]. （原始内容存档于2022-02-17） （日语）.